# 图图延
图图延（Tutuyan）是印度尼西亚北苏拉威西省的一个城镇，是东博朗蒙贡多县的县治所在，西距哥打莫巴谷35公里。2010年统计，图图延所在的图图延区（Kecamatan Tutuyan）共有11,224人。

## 资料来源
1. ↑  Biro Pusat Statistik, Jakarta, 2011.